# Francisco da Costa Gomes

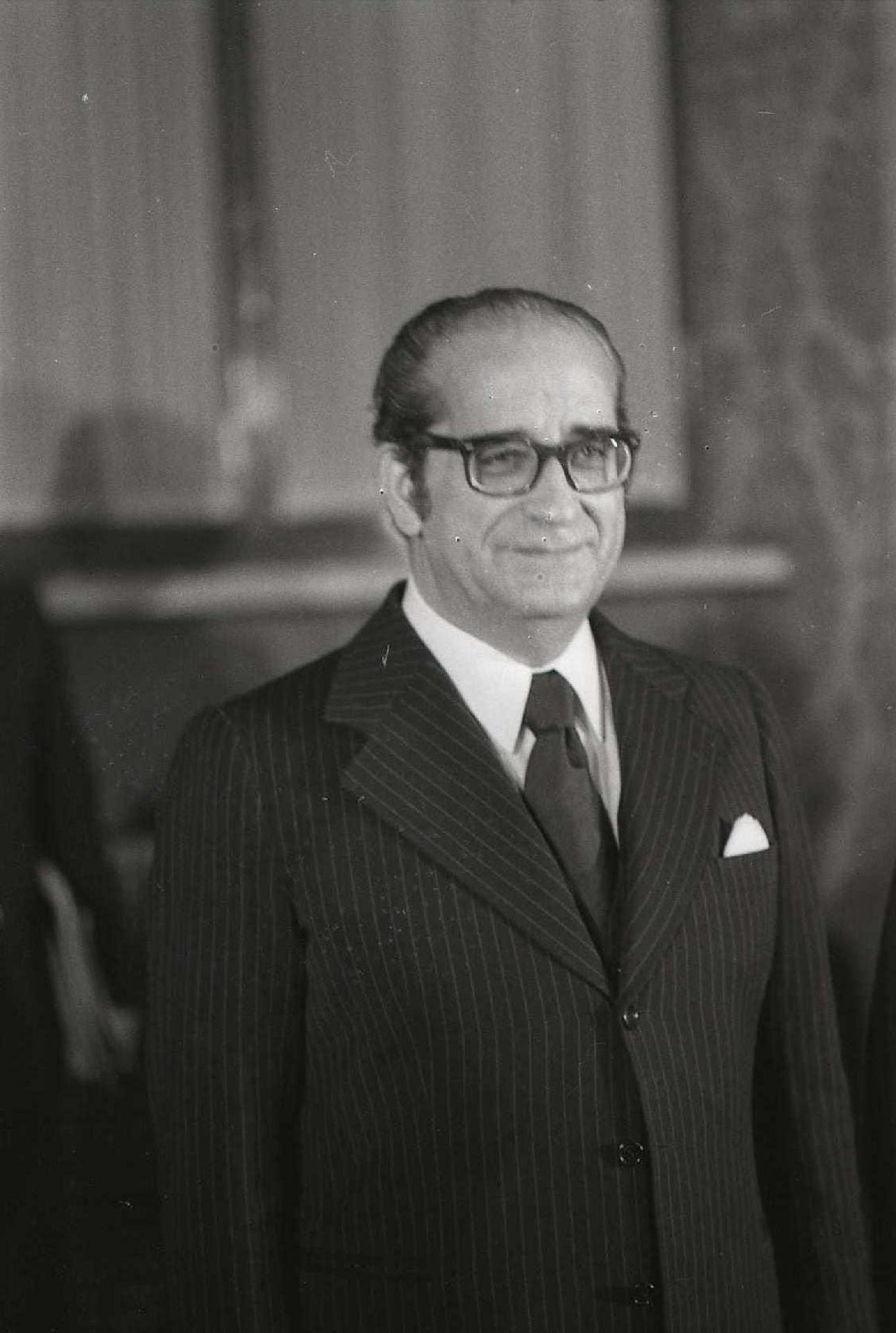
Francisco da Costa Gomes (1975)

Francisco da Costa Gomes [fɾɐ̃ˈsiʃku dɐ ˈkɔʃtɐ ˈgomɨʃ] (* 30. Juni 1914 in Chaves; † 31. Juli 2001 in Cascais) war portugiesischer Marschall und Präsident von Portugal von 1974 bis 1976.

## Leben
Francisco da Costa Gomes war Sohn eines Hauptmanns. Er studierte am Militärkolleg und später an der Universität Porto. Von 1946 an war er mit hohen Ämtern bei den portugiesischen Streitkräften und zeitweise bei der NATO betraut. Er wurde Unterstaatssekretär, aber 1961 aus dieser Position entlassen, weil er eine politische Lösung der Kolonialfrage favorisierte.
Ab 1965 war er ranghoher Offizier in Mosambik, dann Kommandeur der portugiesischen Kolonialstreitkräfte in Angola. Dort bemühte er sich mit begrenztem Erfolg um Verständigung mit der Widerstandsgruppe UNITA. Er wurde 1972 zum Chef des Generalstabes ernannt und bereits im März 1974 wieder abgesetzt, weil er für den Rückzug aus dem Kolonialkrieg eintrat und gemeinsam mit General António de Spínola die Teilnahme an einer Vertrauenskundgebung für den Diktator Marcelo Caetano verweigerte.
Er wurde einer der Protagonisten der Bewegung der Streitkräfte MFA zum Sturz der Diktatur (Nelkenrevolution). Am 25. April 1974 trat er als einer der sieben Offiziere der Junta der Rettung der Nation an die Öffentlichkeit und übernahm bis 30. September 1974 die Aufgabe des Chefs des Generalstabes, nach der Demission von António de Spínola wurde er zweiter Staatspräsident der Dritten Republik von 28. September 1974 bis 13. Juli 1976, dann übergab er das Amt dem vom Volk gewählten Nachfolger General António Ramalho Eanes.
Francisco da Costa Gomes verstand sich als Soldat und nicht als Politiker. Als Soldat kam er früh zu der Überzeugung, dass der Kolonialkrieg nicht zu rechtfertigen war. In der Nelkenrevolution ab 1974 behauptete er sich gegen den nach rechts driftenden General Spínola ebenso wie gegen die zur Macht drängende Portugiesische Kommunistische Partei unter Álvaro Cunhal.
In den 1980er-Jahren gehörte Costa Gomes der Initiative Generale für den Frieden an.